# Energierecht
Der Begriff Energierecht  umfasst die Gesamtheit der Rechtsnormen, die die Energiewirtschaft regeln:

## Artikel nach Rechtsraum
- Energierecht (Europäische Union)
- Energierecht (Deutschland)
- Energierecht (Österreich)